# Robert Diat
Robert Diat, né le 20 novembre 1955 à Nantes, est un industriel et homme politique français.

## Biographie
Membre du conseil national de l'Union pour un mouvement populaire (UMP), il est proclamé député dans la cinquième circonscription de la Loire-Atlantique par suite du décès, survenu le 24 juin 2006, d'Édouard Landrain, dont il était le suppléant. Il est battu le 17 juin 2007 par le candidat (PS) Michel Ménard.

## Carrière politique
- Secrétaire départemental du Rassemblement pour la République (RPR) de la Loire-Atlantique, membre du conseil national du RPR (1986-2002).
- Conseiller municipal de Nantes (majorité : 1983-1989 - opposition : 1989-2008).
- Conseiller communautaire de la communauté urbaine Nantes Métropole ( 2001-2008).
- Conseiller régional des Pays de la Loire (1996-2004).
- Député de la cinquième circonscription de la Loire-Atlantique (27 juin 2006 - 19 juin 2007).

## Autres mandats
- Président de la Fédération nationale des transports routiers (FNTR) de la Loire-Atlantique (1980-1986).
- Délégué consulaire de la Chambre de commerce et d'industrie de Nantes (1990-...).
- Vice-président du Centre de communication de l'Ouest.
- Fondateur et président de l'association humanitaire "Famille à toi", très présente en Loire-Atlantique